# 久野咲恵
久野 咲恵（くの さきえ、1967年2月23日 - ）は、名古屋テレビ放送の元アナウンサー。愛知県名古屋市出身。血液型O型。名城大学卒業。

## 来歴
大学卒業後、1989年に名古屋テレビに入社。名古屋弁を使った砕けた喋りや鋭い突っ込みで知られた。
1998年10月、夕方のニュース番組『情報ライブ トゥー・ユー!』のメインキャスターに抜擢され、1999年12月に降板するまでの1年余りキャスターを務め上げた。降板時に番組内で、「これまでご批判やお叱りの言葉ありがとうございました。しばらくお休みを頂きますが、この仕事が好きなので必ず戻ってきたいと思っています」と涙ながらにコメントを残した。その後の経緯は不明だが、現在は既に名古屋テレビを退社している。

## 過去の担当番組
- コケコッコー
- ドラゴンズ倶楽部
- エリアコードドラマ052 レンタル家族（1996年）
- 情報ライブ トゥー・ユー! （1998年10月 - 1999年12月、メインキャスター）